# Espixano
Espixano es un despoblado que actualmente forma parte del concejo de Labraza, que está situado en el municipio de Oyón, en la provincia de Álava, País Vasco (España).

## Toponimia
A lo largo de los siglos ha sido conocido con los nombres de Espisano, Expixano y Pisana.

## Historia
Documentado desde 1196 (Fuero de Labraza), cuando fusionó con la aldea de Labraza, Barriobusto, Castellón, Cerrán y Ribas.
Se desconoce cuándo se despobló.